# Despotat de Dobroudja
Environ 1350 – 1395
Entités précédentes :
- Royaume des Bulgares et des Valaques (Second empire bulgare)

Entités suivantes :
- Principauté de Valachie
- Empire ottoman

Le despotat de Dobroudja, despotat de Carvouna ou despotat de Dobrogée est un ancien État multiethnique des Balkans qui a existé au Moyen Âge. Issu de la désagrégation du royaume des Bulgares et des Valaques (communément appelé de nos jours Second Empire bulgare, qui recouvrait l'actuelle Bulgarie, l'actuelle Macédoine, l'est de l'actuelle Serbie et le Sud de l'actuelle Roumanie), la Dobrogée s'est transformée en despotat indépendant dont l'existence a été abrégée par la conquête ottomane du Sud-Est de la péninsule balkanique.

## Création et étymologies
Après la chute de la dynastie des tsars bulgares Terter, en 1323, le boyard local Balko (Балко, Balică), issu de cette dynastie, devient de plus en plus autonome en Dobrogée. Selon la légende, il laisse son nom, Baltchik, à la ville de Dionysopolis (Διονυσούπολις) et fonde un despotat dont la capitale est Karvouna (Καρϐούνα, Carbona sur les portulans génois) mais les historiens discutent pour savoir si Baltchik ne viendrait pas plutôt du bulgare « Бяла » (bjala : blanc comme les falaises environnantes) ou du turc « Balçık » (glissant comme ces mêmes falaises) et si Karvouna correspond à l'actuel Baltchik, à l'actuelle Kavarna ou bien à la citadelle de Kaliakra (Καλή Αϰρά : le bon promontoire en grec, Çeligra en turc). Quoi qu'il en soit, le nom « Dobroudja » (Добруджа en bulgare, Dobrogea en roumain et Dobrogée sur les cartes — Tartares de Dobrogée — et dans les documents français anciens) est d'origine slave et provient très probablement du nom du frère de Balko : Dobrotitsa, qui lui succède à son décès vers 1366. Dobrotitsa est probablement aussi à l'origine du nom de la ville dobrogéenne de Dobritch. Il résidait à la citadelle de Kaliakra. En remerciement pour son aide dans le conflit contre le royaume de Hongrie, le tsar Ivan (ou Ioan sur les fresques d'église de l'époque) Alexandre Asen reconnaît Dobrotitsa, peu après 1369, comme souverain de la Dobrogée et lui cède ses droits sur des territoires et des forteresses le long de la mer Noire, disputées avec l'Empire byzantin. L'écu choisi (deux dauphins d'or sur fond d'azur) proviendrait, selon l'armorial Wijnbergen, de l'un des fondateurs du royaume des Bulgares et des Valaques (Second Empire bulgare) : Niculiță Delfinul (Νικουλιτζάς Δελφινάς).

## Développement
En 1346, les deux fils de Dobrotitsa, Théodore et Dobrotitsa fils, s'impliquent aux côtés de leur père dans les rivalités dynastiques de l'Empire byzantin comme alliés de l'impératrice Jeanne de Savoie. En rétorsion à cela, en 1347, la régence de l'empereur Jean V Paléologue envoie l'un de ses vassaux, l'émir ottoman Bahoud d'Umur, en expédition navale contre la Dobrogée : Dobrotitsa fils et Théodore perdent la vie dans le naufrage de leur nef amirale et Dobrotitsa resté à terre devient le nouveau despote mais doit repousser la troupe du protostrator Georges Phakrases, envoyé par Jean VI Cantacuzène et les 6 000 hommes de l’émirat de Saruhan,.
La Dobrogée s'ouvre alors aux marchands génois qui en assurent la prospérité, lui fournissent nefs et armes, et installent les comptoirs de San Giorgio (Giurgiu/Djurdjevo), Dorostolo (Silistra), Barilla (Brăila/Ibrahil), Caladda (Galați), Licovrissi (Obluciţa/Izmail), Licostomo (peut-être Periprava près de Chilia Veche), Constanza (Constanța/Kustendje), Carvouna (Kavarna), Danissa (Baltchik) et Odessa (aujourd'hui Varna ; le nom moderne d'Odessa, en Ukraine, vient bien de là, mais l'Odessa moderne n'a été fondée qu'au XVIIIe siècle). Le despotat s'étend sur le Bas-Danube depuis les bouches du fleuve au nord jusqu'à Messembria (aujourd'hui Nessebar) et Anhialos (aujourd'hui Pomorié) au sud.
Entre 1328 et 1332, la Valachie se détache de la vassalité bulgare et hongroise et chasse les Tatars de la Horde d'or des bouches du Danube où se forme un second despotat, gouverné entre 1352 et 1359 par le joupan Démétrios, vassal de la Valachie qui contrôle alors le Bas-Danube (Galați, actuel Boudjak, Chilia et delta du fleuve)
En 1357, Dobrotitsa perd Messembria (Nessebar) et Anhialos (Pomorié) au profit de l'empereur byzantin Jean V Paléologue, mais en 1359, il prend à Démétrios les cités de Vicina et de Chilia dont il expulse les Génois qui ne gardent que le port de Licostomo. Hyacinthe, archevêque de Vicina, passe en Valachie dont il devient le premier métropolite. En 1366 Jean V Paléologue se rend à Budapest et à Rome, pour chercher des financements pour sa campagne contre la Dobrogée et contre les Ottomans qui ont pris pied en Europe depuis 1354 : il les obtient et assiège Kaliakra, mais est capturé par les assiégés. Dobrotitsa apparaît alors comme un allié des Ottomans. Amédée VI de Savoie mène aussitôt campagne contre la Dobrogée avec le soutien génois. Dobrotitsa négocie, libère l'empereur byzantin, et en fait son beau-père en mariant sa fille à Michel VIII Paléologue.
En 1369, Dobrotitsa s'allie à Vladislav Ier de Valachie pour restaurer le trône du tsar bulgare Ivan Sratsimir du tsarat de Vidin. En 1379, une guerre commerciale oppose devant Constantinople les Génois à une flotte valaque, bulgare et dobrogéenne : l'affaire se conclut par un compromis.

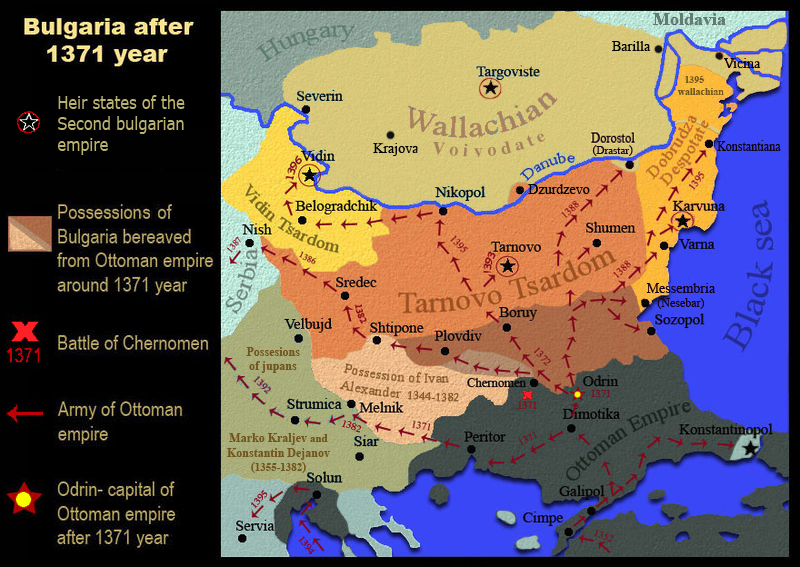
Les tsarats bulgares et le despotat de Dobrogée, issus du royaume des Bulgares et des Valaques (Second Empire bulgare), en 1371.

Après la mort de Dobrotitsa en 1386, le pouvoir passe à son fils Ivanko , alors que les Ottomans ont déjà commencé la conquête des Balkans et l'encerclement de Constantinople. En 1387 le tsar bulgare Ivan Chichman entreprend de ramener la Valachie et la Dobrogée dans son giron : il les attaque, vainc et tue Dan Ier de Valachie, mais sa victoire reste sans lendemain car il doit aussitôt faire face aux attaques des Turcs ottomans. Ceux-ci attaquent également la Dobrogée, mais Ivanko mène une politique astucieuse d'équilibre : il fait la paix avec le sultan ottoman Mourad Ier dont il se reconnaît vassal, rétrocède à la Valachie les bouches du Danube et signe aussi des traités avec Gênes et l'Empire byzantin pour s'assurer de leur neutralité. Grâce à cette politique, Ivanko réussit à sauvegarder son indépendance, qu'il manifeste en frappant des monnaies (en bronze et en argent) à son effigie. Sa confiance en soi est si grande, qu'il déplace la capitale de Kaliakra (promontoire très facile à défendre) à Varna (beaucoup plus exposée, mais meilleur port).

## La disparition
Après la victoire serbe sur les Ottomans à la bataille de Pločnik, Ivanko rejette la suzeraineté ottomane. En représailles, en 1388 le grand vizir ottoman Çandarli Ali Pacha attaque à nouveau mais Mircea l'Ancien de Valachie intervient et les Ottomans doivent se retirer sans avoir pu prendre Varna. Deux ans plus tard, lorsqu'Ivanko est tué au combat contre les Ottomans, la Valachie hérite du despotat, mais les Ottomans s'emparent de Varna et de la Bulgarie qu'ils domineront pendant près de cinq siècles. Quatre décennies plus tard, en 1422, la Valachie doit céder aux sultans ottomans la totalité de la Dobrogée qui restera turque jusqu'en 1878 lorsque le traité de San Stefano et le congrès de Berlin la partagent entre la Bulgarie (sud) et la Roumanie (nord), partage toujours en vigueur au XXIe siècle.

## Historiographie
La Dobrogée (Добруджа/Dobroudja en bulgare, Dobrogea en roumain) était un État multi-ethnique, mais une partie de l'historiographie roumaine et bulgare moderne a tendance à s'approprier ce passé pour tenter de démontrer qu'il s'agissait d'un État soit « roumain » (comme les voïvodats de Valachie ou de Moldavie), soit « bulgare » (comme les tsarats de Tarnovo et de Vidin). Les portulans génois le décrivent tantôt comme un despotat grec (terra græcorum, mais peut-être que par « grec » les Génois entendaient « orthodoxe »), tantôt comme une « petite Valachie » (Velacia minor), tantôt comme une « troisième Bulgarie » (Bulgaria tertia, les deux autres Bulgaries étant les tsarats de Tarnovo et de Vidin). Peuplé, selon les chroniques génoises, de Bulgares, de Valaques, de « Romées » (Grecs), de Juifs yévaniques (« Romaniotes ») et d'Arméniens (« Hermins »), les langues les plus parlées y étaient le bulgare, le grec et le valaque dicien. Avec l'adhésion de la Bulgarie et de la Roumanie à l'Union européenne et l'ouverture des frontières, les recherches historiques pourront se dégager progressivement des points de vue exclusifs et nationalistes, d'autant qu'aucun des deux pays n'a de revendications sur le territoire de l'autre, et que les ouvrages récemment publiés reconnaissent tant la composante bulgare de l'histoire de la Roumanie, que la composante valaque de l'histoire de la Bulgarie. Pour les y encourager, une Commission mixte inter-académique bulgaro-roumaine d'histoire a été instituée le 5 juillet 2001.